# Relaciones Egipto-Guatemala
Las relaciones Guatemala-Egipto son las relaciones internacionales entre Egipto y Guatemala. Los dos países establecieron relaciones diplomáticas entre sí el 9 de septiembre de 1970.

## Misiones diplomáticas
Guatemala y Egipto han firmado dos convenios que siguen vigentes: Convenio sobre Cooperación Cultural, Técnica y Científica entre el Gobierno de la República de Guatemala y el Gobierno de la República Árabe de Egipto, suscrito en la ciudad de Guatemala, el 2 de agosto de 1981 y el Programa Ejecutivo de Cooperación Cultural, Técnica y Científica entre la República de Guatemala y la República Árabe de Egipto para los años 2006-2008, suscrito en la ciudad de Guatemala, el 11 de enero de 2006.
El principal producto de exportación por parte de Guatemala es el cardamomo representando el 95% total de exportaciones a Egipto. Las importaciones se muestran en relación con que el principal producto que se busca importar son materiales plásticos y manufacturas representando 47% sucedido por papel y cartón con un 26% del total de las importaciones, los artículos de vestuario equivalen 12% seguido por productos farmacéuticos en un 9%.
Guatemala ha mantenido un diálogo muy fuerte con Egipto en los últimos años.
Guatemala y Egipto mantienen embajadas residentes.